# East Riverdale
Pour les articles homonymes, voir Riverdale.
 (juillet 2025).
East Riverdale est une census-designated place située dans le comté du Prince George, dans l’État du Maryland, aux États-Unis. Lors du recensement de 2020, elle comptait 18 459 habitants.